# Taraxacum laceratum
Taraxacum laceratum — вид квіткових рослин з підродини цикорієвих (Cichorioideae).

## Поширення
Данія, Норвегія, Швеція, Фінляндія, Нідерланди, Бельгія, Польща, Естонія, Латвія, Білорусь, Росія, Молдова, Україна.

## Біоморфологічна характеристика
Це багаторічна рослина. Належить до Taraxacum sect. Borea.